# Two Nuns and a Pack Mule
Two Nuns and A Pack Mule est l’unique LP du groupe de rock indépendant américain Rapeman.
L'album a été boycotté au Royaume-Uni en raison de l'humour parfois salace des paroles (il y est notamment question de la petite culotte de Kim Gordon, la bassiste de Sonic Youth, ainsi que d'anus féminins).
L'édition CD contient l'intégralité des pistes de l'EP Budd. Sur ce dernier, toutes les pistes ont été enregistrées live. Le titre Budd fait référence à Budd Dwyer, un politicien qui s'était suicidé au cours d'une conférence de presse télévisée. Les paroles de la chanson éponyme contiennent des allusions à des phrases prononcées au cours de l'incident.

## Titres
| No  | Titre                    | Durée |
| --- | ------------------------ | ----- |
| 1.  | Steak and Black Onions   | 2:47  |
| 2.  | Monobrow                 | 3:45  |
| 3.  | Up Beat                  | 2:15  |
| 4.  | Coition Ignition Mission | 2:23  |
| 5.  | Kim Gordon's Panties     | 4:17  |
| 6.  | Hated Chinee             | 2:01  |
| 7.  | Radar Love Lizard        | 1:50  |
| 8.  | Marmoset                 | 2:12  |
| 9.  | Just Got Paid (ZZ Top)   | 3:35  |
| 10. | Trouser Minnow           | 4:06  |
| 11. | Budd                     | 7:29  |
| 12. | Superpussy               | 2:12  |
| 13. | Log Bass                 | 2:23  |
| 14. | Dutch Courage            | 2:40  |

Pistes 11 à 14 tirées de l'EP Budd, uniquement disponibles sur l'édition CD.

Sur la pochette de l'album, les pistes Marmoset et Radar Love Lizard sont listées dans l'ordre inverse.

## Personnel
- Steve Albini - Guitare, chant
- Rey Washam - batterie
- David Wm. Sims – Basse
- Kerry Crafton - Ingénieur
- Fluss - Production